# 聖費爾南多縣

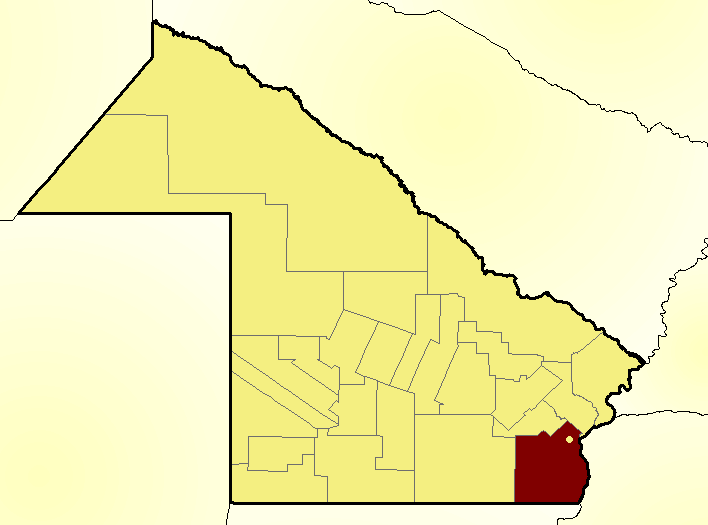

聖費爾南多縣（西班牙語：Departamento San Fernando），是阿根廷的縣份，位於該國北部查科省，首府設於雷西斯滕西亞，面積562平方公里，海拔高度20米，2001年人口274,490，人口密度每平方公里490人。